# Штайнебах-на-Виде
Штайнебах-на-Виде (нем. Steinebach an der Wied) — община в Германии, в земле Рейнланд-Пфальц. 
Входит в состав района Вестервальд. Подчиняется управлению Хахенбург.  Население составляет 822 человека (на 31 декабря 2010 года). Занимает площадь 8,30 км².
Коммуна подразделяется на 4 сельских округа.